# Chun Kuk Do
Chun Kuk Do (CKD) je americké bojové umění založené na korejském stylu Tangsudo, kombinující prvky z několika různých bojových stylů, založené v roce 1990 Chuckem Norrisem.
Nejprve byly používány názvy American Tang Soo Do, Chuck Norris Karate System a Chuck Norris System, až v roce 1990 byl přijat současný název. „Chun Kuk Do“ volným překladem z korejštiny znamená „univerzální cestu“.
Umění se vyvinulo z původního výcviku Chucka Norrise v Tang Soo Do Moo Duk Kwan, korejského stylu známého především díky technikám kopů.
Norris podstoupil výcvik dalších stylů u respektovaných instruktorů ve Spojených státech, ve stylu Šótókan karate (mistři Cutomu Óšima a Hidetaka Nišijama), Šintó rjú karate (instruktor Fumio Demura), Kenpo karate založené Edem Parkerem, Judo (expert Gene LeBell) a Brazilské Jiu Jitsu (rodiny Machado).
Každoročně pořádá Federace sjednocených bojových umění (anglicky United Fighting Arts Federation, UFAF) vzdělávací konference a turnaj mistrovství světa Chun Kuk Do v Las vegas v Nevadě.

## Kodex cti CKD
Jako mnoho jiných bojových umění, Chun Kuk Do obsahuje kodex cti a pravidla pro užití. Tato pravidla jsou součástí osobního kodexu Chucka Norrise:
1. Budu rozvíjet sám sebe na maximum svého potenciálu ve všech směrech.
2. Zapomenu na chyby z minulosti a budu se soustředit na větší úspěchy.
3. Budu neustále rozvíjet lásku, štěstí a věrnost v mé rodině.
4. Budu hledat dobro ve všech lidech a dávat jim pocit užitečnosti.
5. Nemám-li co dobrého o člověku říci, neříkám nic.
6. Budu vždy stejně tak nadšený z úspěchu druhých jako ze svého vlastního.
7. Budu si udržovat otevřenou mysl, objektivní postoj.
8. Budu si udržovat úctu k autoritám a ukazovat tuto úctu za všech okolností.
9. Vždy zůstanu věrný svému Bohu, mé zemi, rodině a přátelům.
10. Vždy budu ve svém životě vysoce cílevědomý, protože pozitivní přístup pomáhá mé rodině, mé zemi a mně samotnému.

## Systém pásků
| Bílý                            | Bílý pásek     |
| Žlutý                           | Žlutý pásek    |
| Fialový                         | Fialový pásek  |
| Oranžový                        | Oranžový pásek |
| Modrý                           | Modrý pásek    |
| Zelený                          | Zelený pásek   |
| Červený                         | Červený pásek  |
| Černý (tmavě hnědý) (10 stupňů) | Černý pásek    |

## Školy
Od roku 2010 měla UFAF více než 5000 členů a 3000 černých pásů po celém světě.
UFAF má přibližně 90 členských škol v USA, Mexiku, Norsku, a Paraguayi a dále jednotlivé členy po celém světě včetně Jižní Koreje.